# 黄水乡 (辉县市)
黄水乡，是中华人民共和国河南省新乡市辉县市下辖的一个乡镇级行政单位。

## 行政区划
黄水乡下辖以下地区：
黄水村、朱凹村、白马峪村、小庄村、河西村、龙门村、白甘泉村、牛王庙村、西坪村、龙王庙村、韩口村、土梯村和龙水梯村。